# Società Sportiva Enzo Andreanelli
La Società Sportiva Enzo Andreanelli è stata una squadra di calcio italiana con sede ad Ancona. Il club ha disputato nella sua storia un campionato di Serie C.

## Storia
L'Enzo Andreanelli giunse quarto nel girone unico marchigiano della Prima Divisione 1941-1942, ottenendo comunque la promozione nella categoria superiore dato che le prime tre piazzate erano tutte squadre riserve e che dunque non potevano accedere alla Serie C.
Il club esordì nella stagione seguente in Serie C, chiudendo il campionato al dodicesimo ed ultimo posto del girone H, retrocedendo così in Prima Divisione.
Dopo la guerra disputò alcuni campionati nel quinto livello del calcio italiano prima di sciogliersi. Nel 1961 le veniva riconosciuta la Medaglia d'Oro al Merito Sportivo dal CONI.